# 美國美式足球聯會東區
美國美式足球聯會東區是國家美式橄欖球聯盟美國美式足球聯會的一個分區，現有四隊，分別為水牛城比爾、邁阿密海豚、新英格蘭愛國者、紐約噴射機，該比賽區成立於1960年。
自1960年該部門獲得參賽權以來，隨著美式橄欖球聯盟的成立，該區已經在19個超級碗中出現，並且贏得了其中的8個。美國美式足球聯會東區隊伍最近在超級碗比賽中出現的是愛國者隊在超級碗LIII中的勝利。